# Camillo Fenili
Camillo Fenili (Bergamo, 11 novembre 1904 – Seriate, 17 marzo 1973) è stato un calciatore italiano, di ruolo attaccante.

## Caratteristiche tecniche
Era un'ala, utilizzata su entrambe le fasce. Aveva nel passaggio preciso e nella velocità nel saltare l'avversario le sue doti migliori.

## Carriera

### Primi anni
A 16 anni non ancora compiuti debutta il 24 ottobre 1920 in prima squadra con l'Atalanta, da cui passa alla Juventus; con i bianconeri debutta in Serie A e vince uno scudetto nel 1925-1926, mentre nella successiva stagione non riesce a trovare spazio. Passa quindi alla Lazio e poi al Napoli.

### Napoli
Ingaggiato per far parte della rosa dell'ultimo campionato di Divisione Nazionale, con l'obiettivo di qualificarsi per il successivo primo campionato di Serie A, con i suoi compagni di squadra riesce a raggiungere il traguardo, giocando come titolare 28 partite (durante la quale segnerà 4 reti) sulle 30 della stagione regolare, più lo spareggio di Milano del 23 giugno 1929. L'anno seguente è confermato in squadra per la rosa di quel campionato 1929-1930, nel primo campionato di Serie A della storia, terminato dalla squadra al quinto posto, miglior piazzamento sino ad allora; gioca la prima partita dei partenopei nel nuovo campionato, la sconfitta di Torino dell'ottobre 1929, una partita in cui, come scrisse Vittorio Pozzo nel suo resoconto su "La Stampa", tutta la squadra partenopea, dopo quella partita, non poteva più essere sottovalutata. A fine stagione le sue presenze sono 23, con una rete segnata, suo ultimo anno da titolare in Campania; l'anno successivo giocherà infatti solo nella vittoria casalinga contro il Livorno del 26 ottobre 1930, gara in cui gli azzurri s'imposero sui toscani per 2-0.

### Ultimi anni
Torna nella stagione 1931-1932 alla Juventus, che alla fine del campionato sarà per la quarta volta nella sua storia Campione d'Italia e semifinalista di Coppa dell'Europa Centrale, senza che lui abbia giocato in campionato. Durante questa stagione effettua inoltre il servizio militare a Torino.
Passa quindi al Cosenza, dove raggiunge gli compagni di squadra al Napoli Di Martino e Biagio Zoccola.
Conclude la carriera con un'ultima stagione all'Atalanta, prima di partire militare per la Guerra d'Etiopia.

## Palmarès

### Club

#### Competizioni nazionali
- Seconda Divisione: 1

Atalanta: 1922-1923
- Campionato italiano: 2

Juventus: 1925-1926, 1931-1932